# IFK Malmö Ishockey
IFK Malmö anslöt sig till Skånes ishockeyförbund 1946 och lade ner sin förening 1966. Den första ishockeymatchen av malmöbor spelades den 2 februari 1929 på Peblinge Sø i Köpenhamn mellan ett lag bandyspelare från IFK Malmö och danska pucklirare från Københavns Skøjteløber Forening. Man hade låg sarg.